# 勒蒂约勒
勒蒂约勒（法語：Le Tilleul，法語發音：[lə tijœl]）是法国滨海塞纳省的一个市镇，属于勒阿弗尔区。

## 地理
勒蒂约勒（49°40'56"N, 0°12'19"E）面积6.27 平方千米，位于法国诺曼底大区滨海塞纳省，该省份为法国北部沿海省份，其西部及北部濒大西洋英吉利海峡，东起顺时针与索姆省、瓦兹省、厄尔省和卡爾瓦多斯省接壤。
与勒蒂约勒接壤的市镇（或旧市镇、城区）包括：波尔多-圣克莱尔、埃特勒塔、皮埃尔菲克、圣玛丽欧博斯克。

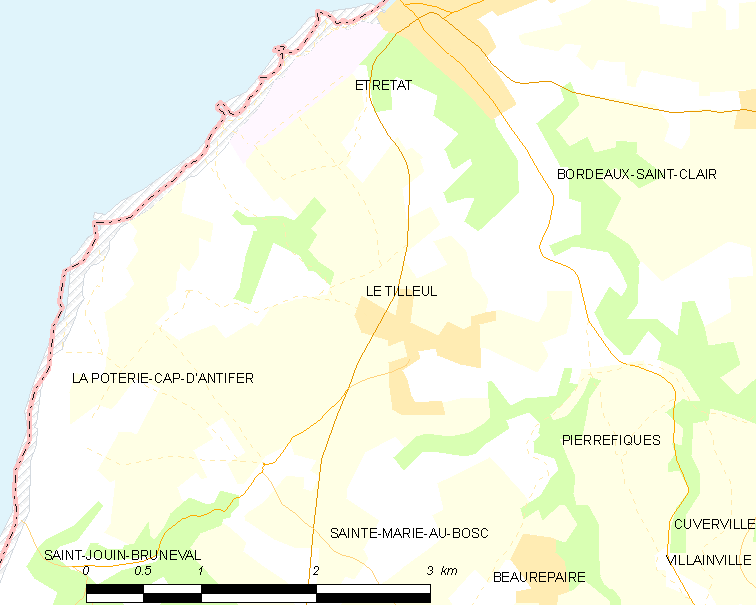
勒蒂约勒的OSM定位图

勒蒂约勒的时区为UTC+01:00、UTC+02:00（夏令时）。

## 行政
勒蒂约勒的邮政编码为76790，INSEE市镇编码为76693。

## 政治
勒蒂约勒所属的省级选区为滨海奥克特维尔县。

## 人口

1962-2008年间勒蒂约勒人口变化图示

勒蒂约勒于2022年1月1日时的人口数量为666人。